# Соловей (опера)
«Солове́й» (фр. Le Rossignol) — опера в трёх актах Игоря Стравинского по либретто композитора Степана Митусова и на сюжет сказки Андерсена «Соловей». Премьера состоялась 24 мая 1914 года на сцене Театра Елисейских Полей в рамках Дягилевского сезона.

## История
Стравинский приступил к сочинению оперы в 1908 году, но после написания первого акта работа была прервана, поскольку Дягилев заказал ему балет «Жар-птица» (первый балет Стравинского). В 1913 году, после успехов двух других балетов: «Петрушка» (1911) и «Весна священная» (1913) Московский Свободный театр предложил композитору закончить оперу.
Стравинский, ощущая изменение своего стиля за прошедшие пять лет, хотел ограничиться первым актом, однако отказ театра заставил композитора считать первый акт прологом, учитывая изменившийся стиль. К моменту окончания оперы Свободный театр прекратил своё существование, но Дягилев решил включить оперу в Русские сезоны. Дирижёром на премьере оперы, исполненной на французском языке, был Пьер Монтё, а декорации и костюмы были выполнены Александром Бенуа. По инициативе Дягилева певцы находились в оркестровой яме, а на сцене находились солисты балета.

## Действующие лица
- Рыбак (тенор)
- Соловей (сопрано)
- Кухарочка (меццо-сопрано)
- Камергер (баритон)
- Бонза (бас)
- Три японских посланника (2 тенора, 1 баритон)
- Китайский император (баритон)
- Смерть (контральто)
- Придворные, призраки (хор)

## Место действия

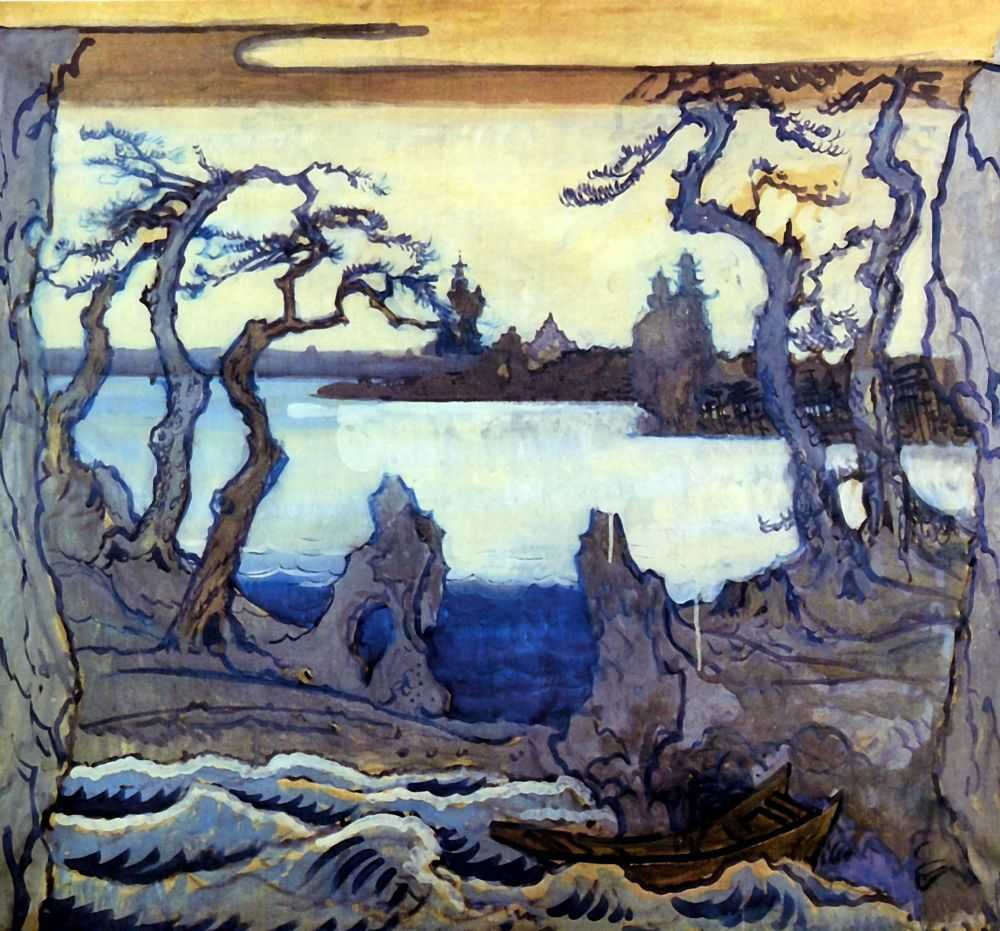
Декорации Александра Бенуа, 1914

Действие происходит при дворе китайского императора в сказочные времена.

### Акт I
Лесистый берег моря, ночь. Рыбак в лодке слушает великолепную песнь соловья. Приходят придворные и предлагают соловью спеть перед китайским императором.
Соловей соглашается.

### Акт II
Императорский дворец. После хорового антракта сцена закрывается вуалью. Соловей поёт для императора, который очень взволнован пением.
Японские эмиссары преподносят императору механическую птицу, которая поёт перед императором. Двор восхищается пением фальшивой птицы, а соловей улетает.
Рассерженный император приговаривает соловья к изгнанию.

### Акт III
Императорские покои. Смерть забирает корону у больного императора. Он зовёт музыкантов, но прилетает соловей. Смерть, слушая восхитительную песнь соловья, возвращает корону императору. Думая, что правитель умер, придворные входят в комнату, но император встаёт и приветствует подданных.

### Симфоническая поэма
В 1917 Стравинский, используя музыку из второго и третьего актов, создаёт симфоническую поэму, названную им «Песнь соловья». В 1920 на эту музыку силами Дягилевской труппы был поставлен одноимённый балет (хореограф — Леонид Мясин), исполненный на сцене Парижской оперы.
В 1960 состоялась запись оперы (фирма «Sony Classical»). В числе исполнителей — Лорен Дрисколл (рыбак), Рери Грист (соловей), Марина Пикасси (кухарочка) и Дональд Грамм (император). Оркестр и хор Вашингтонской оперы. Позже были сделаны другие записи оперы.
- Robert Craft a enregistré l’opéra avec Robert Tear (le pêcheur), Olga Trífonova (le rossignol), Pippa Longworth (la cuisinière) et Paul Whelan (l’empereur), l’Orchestre philharmonique de Londres et les London Voices en 1997. L’enregistrement est maintenant disponible sur Naxos. Et c’est Erato qui avait publié la version de Pierre Boulez de cet opéra, avec le BBC Symphony Orchestra et, notamment, Phyllis Bryn Julson, Ian Caley, Felicity Palmer et John Tomlinson.